# Норт-Бенд (Небраска)
Норт-Бенд (англ. North Bend) — місто (англ. city) в США, в окрузі Додж штату Небраска. Населення — 1279 осіб (2020).

## Географія
Норт-Бенд розташований за координатами 41°27′54″ пн. ш. 96°47′0″ зх. д. / 41.46500° пн. ш. 96.78333° зх. д. (41.464957, -96.783370).  За даними Бюро перепису населення США в 2010 році місто мало площу 2,04 км², з яких 2,04 км² — суходіл та 0,00 км² — водойми.

## Демографія
Згідно з переписом 2010 року, у місті мешкало 1177 осіб у 447 домогосподарствах у складі 317 родин. Густота населення становила 576 осіб/км².  Було 501 помешкання (245/км²).
Расовий склад населення:
| - 98,1 % — білих - 1,0 % — чорних або афроамериканців - 0,2 % — корінних американців - 0,2 % — азіатів |

До двох чи більше рас належало 0,4 %. Частка іспаномовних становила 1,2 % від усіх жителів.
За віковим діапазоном населення розподілялося таким чином: 27,4 % — особи молодші 18 років, 52,6 % — особи у віці 18—64 років, 20,0 % — особи у віці 65 років та старші. Медіана віку мешканця становила 41,8 року. На 100 осіб жіночої статі у місті припадало 93,0 чоловіків;  на 100 жінок у віці від 18 років та старших — 92,1 чоловіків також старших 18 років.
Середній дохід на одне домашнє господарство  становив 65 451 долар США (медіана — 54 250), а середній дохід на одну сім'ю — 76 736 доларів (медіана — 60 682). Медіана доходів становила 51 188 доларів для чоловіків та 35 417 доларів для жінок. За межею бідності перебувало 7,5 % осіб, у тому числі 4,3 % дітей у віці до 18 років та 7,1 % осіб у віці 65 років та старших.
Цивільне працевлаштоване населення становило 611 осіб. Основні галузі зайнятості: освіта, охорона здоров'я та соціальна допомога — 26,2 %, роздрібна торгівля — 19,5 %, виробництво — 11,9 %, будівництво — 9,3 %.